# Erissus bilineatus
Erissus bilineatus là một loài nhện trong họ Thomisidae.
Loài này thuộc chi Erissus. Erissus bilineatus được Cândido Firmino de Mello-Leitão miêu tả năm 1929.